# Nuestra Belleza El Salvador
Nuestra Belleza El Salvador es el certamen de belleza de El Salvador equivalente a Miss El Salvador. En él se define a la delegada salvadoreña que representará al país en Miss Mundo. La actual Nuestra Belleza El Salvador es Fátima Cuéllar Molina quien representó a El Salvador en Miss Mundo 2017, celebrado en China. Quien fuera por primera vez la primera representante de dicho país en clasificar al cuadro de las 40 en ese momento todos los seguidores de los concursos de belleza del país no lo podían creer ya que era la primera clasificación en dicho concurso y para mayor sorpresa pasa al cuadro de las 15 chicas más completas de todo el mundo.

## Historia

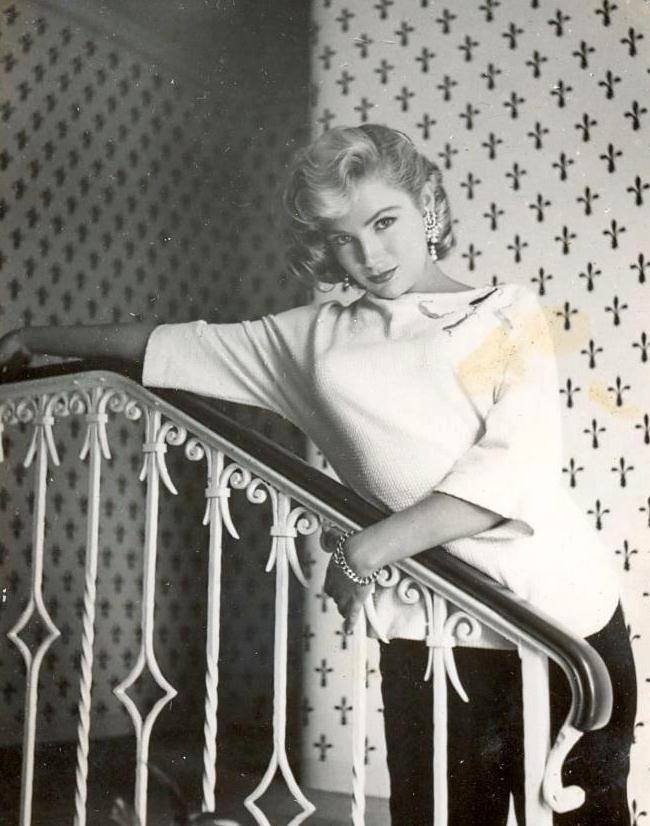
Maribel Arrieta Gálvez ex-Miss El Salvador

El primer certamen de Miss El Salvador se llevó a cabo en 1955 en ese año la representante fue Maribel Arrieta Gálvez, famosa por su gran parecido con Marilyn Monroe. Maribel quedó en segundo lugar en el certamen Miss Universo de ese año, detrás de la representante de Suecia. Luego el gobierno de El Salvador la nombró Cónsul general en Bélgica, donde conoció al Barón de Turet, con quien se casó. Tiempo después se convirtió en una exitosa artista plástica, con innumerables exposiciones en Europa y en San Salvador. En el año 1975, San Salvador se convirtió en la sede de Miss Universo 1975, fue la primera ciudad de Centroamérica en organizar este evento.
La primera Miss El Salvador elegida mediante el certamen de Miss El Salvador 1975 fue Carmen Elena Figueroa, cuya belleza se ha convertido en leyenda. Fue finalista en el certamen cuya sede fue la ciudad de San Salvador, hoy en día se desempeña como Diputada en el Congreso del país. Otras de las representantes más destacadas han sido Eleonora Carrillo Alamanni (hija de una destacada abogada y exprocuradora de Derechos Humanos). Eleonora es hoy por hoy una de las actrices más cotizadas de la televisión italiana y Milena Mayorga, exitosa presentadora de la televisión salvadoreña, ella compartió escena en el Miss Universo 1996 con la mexicana Vanessa Guzmán y la venezolana Alicia Machado quien resultó la ganadora del certamen.
Desde 1980, Telecorporación Salvadoreña, junto con la Asociación Miss El Salvador, encabezada por el señor Eddie Roberto González eran los encargados de realizar el certamen llamado Miss El Salvador, fue hasta 2004 cuando la Asociación Miss El Salvador se separa de la sociedad con Telecorporación Salvadoreña, y se une a Canal 12 quien organiza el certamen en 2004 y 2005.
Fue entonces que Telecorporación Salvadoreña compra la franquicia de Nuestra Belleza El Salvador, para organizar el evento en 2004 y elegir la delegada a concursar en Miss Mundo, ya que a la representante de Miss Universo se encargaba de elegirla Canal 12. Es aquí donde inicia una de las mayores disputas del índice de audiencia en la televisión de El Salvador.
El 1 de septiembre de 2004, Telecorporación Salvadoreña sale al aire con el primer reality show de la televisión salvadoreña que se llamó En busca de Nuestra Belleza El Salvador, cuya mecánica trataba de 20 señoritas aisladas en una casa con cámaras las cuales recibían entrenamiento y clases. Cada semana era eliminada una concursante hasta llegar a 15 señoritas para enfrentarse a la gala final de Nuestra Belleza El Salvador. Esta mecánica se realizó los años 2004, 2005 y 2006.
Canal 12 no se quedó atrás y lanzó el reality show Rumbo a la Corona, y la mecánica era básicamente la misma, por lo cual fue muy criticado.

## Nueva Generación

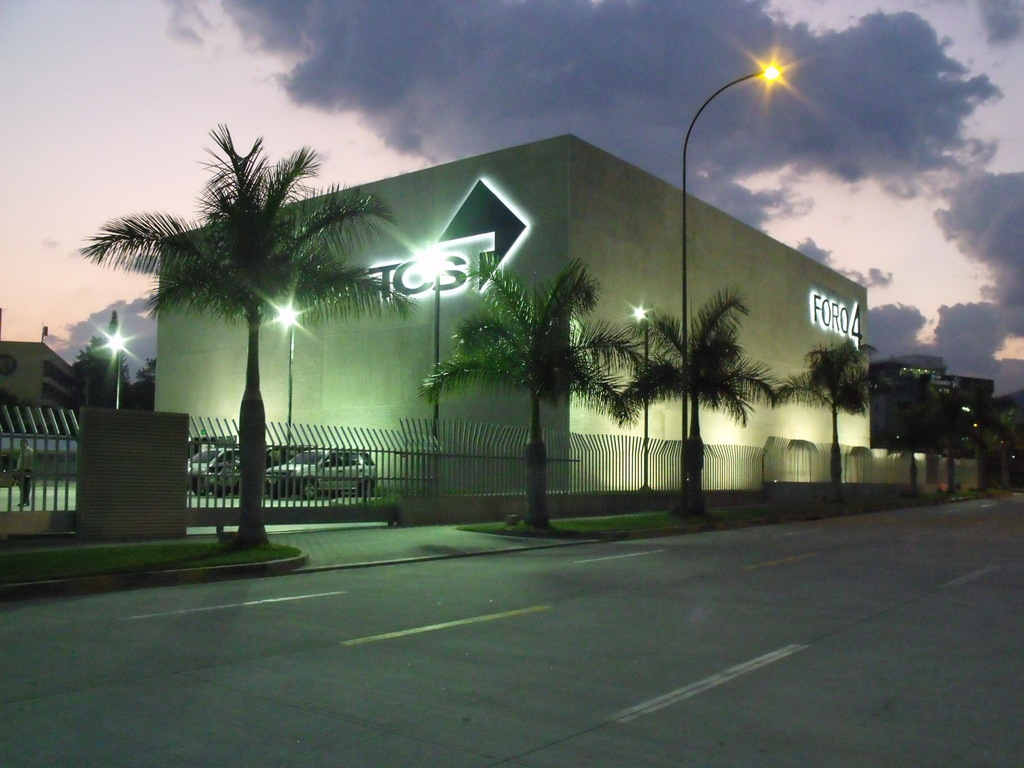
Exterior de la sede y estudios centrales de NB El Salvador, ubicado en Antiguo Cuscatlán.

Desde el año 2006, Telecorporación Salvadoreña recupera todos los derechos de Miss El Salvador y desde ese año organiza un gala de coronación cada año donde se otorgan dos títulos:
- Nuestra Belleza Universo, la delegada para participar en Miss Universo.
- Nuestra Belleza Mundo, la delegada para participar en Miss Mundo.

Desde el 2012 el certamen cambió su imagen y sus reglas, una competencia más integral para las aspirantes y con mayor participación de los televidentes al momento de elegir a las aspirantes desde la primera etapa del casting, y desde esa fecha el productor ejecutivo del programa es el español Raúl Domínguez.
| Edición | Nuestra Belleza Universo                                            | Nuestra Belleza Mundo               |
| ------- | ------------------------------------------------------------------- | ----------------------------------- |
| 2004    | Silvia Gabriela Mejía Córdova*                                      | Andrea Müschenborn                  |
| 2005    | Irma Marina Dimas Pineda*                                           | Alejandra Mirian Cárcamo Ramos      |
| 2006    | Rebecca Iraheta                                                     | Evelyn Tatiana Romero López         |
| 2007    | Lissette Rodríguez Alfaro                                           | Silvia Michelle Melhado Rodríguez   |
| 2008    | Rebeca Moreno                                                       | Gabriela Alexandra Gavidia Gáldamez |
| 2009    | Jacquelin Mayella Mena Mahomar                                      | Elena Isabella Tedesco Bardi        |
| 2010    | Sonia Yesenia Cruz Ayala                                            | María Gabriela Molina Rochac        |
| 2011    | Alejandra Ochoa (Ganadora) Mayra Graciela Aldana Najarro (Suplente) |                                     |
| 2012    | Ana Yancy Clavel Espinoza                                           | María Luisa Vicuña Zamorano         |
| 2013    | Alba Marisela Delgado Rubio                                         | Paola Vanessa Ayala Hernández       |
| 2014    | Claudia Patricia Murillo                                            | Larissa Mariana Vega Graniello      |
| 2015    | Fátima Idubina Rivas Opico                                          | Marcela Guadalupe Pérez Santamaría  |
| 2016    | Marisela de Montecristo                                             | Ana Miriam Cortez Durán             |
| 2017    | Alisson Abarca                                                      | Fátima Molina Cuéllar               |

*Participantes elegidas por separado en Miss El Salvador por Canal 12
- Miss Universo El Salvador 2011 Alejandra Ochoa declinó participar por problemas de salud, en su lugar asumió el título de Miss Universo El Salvador 2011 Mayra Graciela Aldana quien ya había participado en concursos internacionales, sin embargo en la gala final de Nuestra Belleza El Salvador 2012 Mayra no se hizo presente ni tampoco tuvo una mención como la representante de El Salvador en Miss Universo 2011.

- La Organización de Nuestra Belleza El Salvador decidió no hacer un concurso nacional para el año 2015 debido a la polémica en que se vio involucrada Miss Universo, dado eso se designarían a las representantes a Miss Mundo y Miss Universo. Las reinas se anunciaron en una rueda de prensa donde se presentó a Marcela Santamaría como representante en el Miss Mundo. Santamaría también fue Miss International El Salvador 2011, mientras que también se presentó Idubina Rivas quien concursaría en Miss Universo. Rivas también fue Miss Internacional El Salvador 2014.

- Miss World El Salvador 2017, Fátima Molina Cuéllar, hizo historia en el concurso, convirtiéndose en la primera Miss El Salvador en clasificar a un top 40 y posteriormente a un top 15.

El legado de la señorita que se corona como Nuestra Belleza Universo es muy importante, y es enfocado principalmente en el área de acción comunitaria y trabajo social, enfocado especialmente en todos los proyectos que maneja la Fundación TCS, en especial Teletón El Salvador.

## Nueva Generación Miss América Central
Es un proyecto cuya organización nace de hermanamientos de países que participan en Miss Mundo y Miss Universo y es así como nace Miss Universe Central America y Miss World Central America. 
La candidata ganadora representará a la región de Centroamérica en Miss Universo y Miss Mundo de las ediciones 2016. Candidatas de todos los países de Centroamérica asistirán al casting.
- Las ganadoras de trasladarán a San Salvador para su preparación.

- Caso en Nicaragua: Karen Celebertti, Presidenta de Miss Universo Nicaragua, aun no confirma si quiere ser parte de este proyecto.

- Caso de Belice: Las candidatas beliceñas competirán solo por la corona de Miss World Central America, debido a que Belice no participa en Miss Universo.

Miembros:
- Miss Guatemala
- Miss World Belice
- Nuestra Belleza El Salvador
- Miss Costa Rica Mundo
- Miss Universo Costa Rica
- Miss Mundo Nicaragua
- Miss World Panamá
- Miss Panamá

## Ganadoras de Miss Universe El Salvador
| Año  | Nuestra Belleza El Salvador Universo     | Ciudad de Origen  | Posición en Miss Universo | Premios Especiales           |
| ---- | ---------------------------------------- | ----------------- | ------------------------- | ---------------------------- |
| 2006 | Rebecca Iraheta                          | La Libertad       | No clasificó              |                              |
| 2007 | Lissette Rodríguez Alfaro                | Usulután          | No clasificó              |                              |
| 2008 | Rebeca Moreno                            | San Salvador      | No clasificó              | Miss Simpatía                |
| 2009 | Jacquelin Mayella Mena Mahomar           | Antiguo Cuscatlán | No clasificó              | Mejor Traje Nacional (Top 5) |
| 2010 | Sonia Yesenia Cruz Ayala                 | La Libertad       | No clasificó              |                              |
| 2011 | Mayra Graciela Aldana Najarro (Suplente) | San Salvador      | No clasificó              |                              |
| 2011 | Alejandra Ochoa (Destruida)              | Santa Tecla       | No participó              | No participó                 |
| 2012 | Ana Yancy Clavel Espinoza                | San Salvador      | No clasificó              |                              |
| 2013 | Alba Marisela Delgado Rubio              | San Salvador      | No clasificó              |                              |
| 2014 | Claudia Patricia Murillo                 | Juayúa            | No clasificó              |                              |
| 2015 | Fátima Idubina Rivas Opico               | Santiago          | No clasificó              |                              |
| 2016 | No participó                             | No participó      | No participó              | No participó                 |
| 2017 | Alisson Ivonne Abarca                    | San Salvador      | No clasificó              |                              |
| 2018 | Marisela de Montecristo                  | Olocuilta         | No clasificó              |                              |
| 2019 | Zuleika Soler                            | La Unión          | No clasificó              |                              |
| 2020 | Vanessa Velásquez                        | San Salvador      | No clasificó              |                              |
| 2021 | Alejandra Gavidia                        | San Salvador      | No clasificó              |                              |
| 2022 | Alejandra Guajardo                       | San Salvador      | No clasificó              |                              |
| 2023 | Isabella García-Manzo                    | San Salvador      | Top 10                    |                              |

## Ganadoras de Miss World El Salvador
| Año  | Nuestra Belleza El Salvador Mundo   | Ciudad de origen | Posición en Miss Mundo | Premios Especiales                                                       |
| ---- | ----------------------------------- | ---------------- | ---------------------- | ------------------------------------------------------------------------ |
| 2006 | Evelyn Tatiana Romero López         | San Salvador     | No clasificó           | Danzas del Mundo (Participante)                                          |
| 2007 | Silvia Michelle Melhado Rodríguez   | La Unión         | No clasificó           |                                                                          |
| 2008 | Gabriela Alexandra Gavidia Gáldamez | San Salvador     | No clasificó           |                                                                          |
| 2009 | Elena Isabella Tedesco Bardi        | San Salvador     | No clasificó           |                                                                          |
| 2010 | María Gabriela Molina Rochac        | La Libertad      | No clasificó           | Belleza con Propósito (3.° Lugar)                                        |
| 2012 | María Luisa Vicuña Zamorano         | Sonsonate        | No clasificó           |                                                                          |
| 2013 | Paola Vanessa Ayala Hernández       | San Salvador     | No clasificó           | Miss Mundo Deportes & Fitness (5.° Lugar)                                |
| 2014 | Larissa Mariana Vega Graniello      | Santa Ana        | No clasificó           | Miss Mundo Deportes & Fitness (Top 29)                                   |
| 2015 | Marcela Guadalupe Pérez Santamaría  | Santa Tecla      | No clasificó           | Belleza con Propósito (Top 10) Miss Mundo People's Choice Award (Top 25) |
| 2016 | Ana Miriam Cortez Durán             | Santa Ana        | No clasificó           | Miss Mundo Deportes & Fitness (Top 24)                                   |
| 2017 | Fátima Cuéllar Molina               | San Salvador     | Top 15                 | Top Model (Top 30)                                                       |

## Logros en Miss Universo
El Salvador posee un legado de logros en el certamen de belleza más importante del mundo, el mayor de ellos es haber sido el primer país de Centroamérica en organizar Miss Universo 1975.
Pero además posee otros logros, entre ellos:
- Miss Universo 1955: Maribel Arrieta Gálvez, se posicionó como primera finalista del certamen universal.
- Miss Universo 1975: Carmen Elena Figueroa, queda entre las 12 semifinalistas.
- Miss Universo 1995: Eleonora Carrillo Alamanni, queda entre las 10 semifinalistas.
- Miss Universo 1996: Milena Mayorga, queda entre las 10 semifinalistas.
- Miss Universo 2023: Isabella Garcia-Manzo, queda entre las 10 semifinalistas.

## Significancia histórica dentro de Miss Universo
- En Miss Universo 1955, Maribel Arrieta Gálvez fue la primera finalista del concurso, superada por la representante de Suecia, Hillevi Rombin, quien se llevó el título. Hasta la fecha esta ha sido la posición más alta que una Miss El Salvador ha logrado en Miss Universo, misma que no ha sido igualada aún.[2][3][4]

- Veinte años tuvieron que pasar para que otra representante de El Salvador se colocara dentro de las semifinales en Miss Universo, ya que en el Miss Universo 1975, Carmen Elena Figueroa se colocó en la octava posición de las 12 semifinalistas. Ese año se realizó Miss Universo en San Salvador, El Salvador.[5][6][7]

- Nuevamente veinte años pasaron para que El Salvador entrara en semifinales, en Miss Universo 1995, Eleonora Carrillo Alamanni, se colocó en la séptima posición en las preliminares, con un puntaje de 9.197, entre 81 concursantes; y ya dentro de las semifinales obtuvo la calificación más alta en la ronda de entrevistas, pero combinadas con las que obtuvo en las rondas de traje de noche y de baño quedó en la octava posición. El concurso se realizó en Windhoek, Namibia, África.[8][9][10]

- En Miss Universo 1996, otra representante de El Salvador se ubicó entre las diez favoritas, Carmen Milena Mayorga, Miss El Salvador 1996, se ubicó en la séptima posición en las preliminares con un puntaje de 8.967, entre 79 concursantes. A la postre se colocó en la séptima posición en la ronda semifinal. Miss Universo 1996, se realizó en Las Vegas, Nevada, Estados Unidos.[11]

- El Salvador ha ganado dos veces Miss Congeniallity (Miss Simpatía) en 1955 por Maribel Arrieta Gálvez y en 2008 por Rebeca Moreno,[12][13][14]

- Dos representantes de El Salvador que tuvieron éxito en Miss Universo, que a pesar de tener la nacionalidad salvadoreña, tienen ascendencia de otros países; Eleonora Carrillo Alamanni Miss El Salvador 1995, tiene orígenes italianos y Carmen Milena Mayorga Miss El Salvador 1996, es de ascendencia venezolana.

## Representantes de El Salvador en Miss Universo
De las 64 ediciones de Miss Universo, ha estado presente en 44 ocasiones. En un periodo de 20 años no hubo representación de El Salvador en el concurso de belleza más importante del planeta. En esta lista se añaden también logros importantes en otros certámenes de relevancia.
| Año  | Nombre de Representante             | Posición          | Premio Especial   |
| 1952 | Sin representante                   | Sin representante | Sin representante |
| 1953 | Sin representante                   | Sin representante | Sin representante |
| 1954 | Myrna Ros Orozco                    | No clasificó      |                   |
| 1955 | Maribel Arrieta Gálvez              | 1.ª Finalista     | Miss Simpatía     |
| 1956 | Sin representante                   | Sin representante | Sin representante |
| 1957 | Sin representante                   | Sin representante | Sin representante |
| 1958 | Sin representante                   | Sin representante | Sin representante |
| 1959 | Sin representante                   | Sin representante | Sin representante |
| 1960 | Sin representante                   | Sin representante | Sin representante |
| 1961 | Sin representante                   | Sin representante | Sin representante |
| 1962 | Sin representante                   | Sin representante | Sin representante |
| 1963 | Sin representante                   | Sin representante | Sin representante |
| 1964 | Sin representante                   | Sin representante | Sin representante |
| 1965 | Sin representante                   | Sin representante | Sin representante |
| 1966 | Sin representante                   | Sin representante | Sin representante |
| 1967 | Sin representante                   | Sin representante | Sin representante |
| 1968 | Sin representante                   | Sin representante | Sin representante |
| 1969 | Sin representante                   | Sin representante | Sin representante |
| 1970 | Sin representante                   | Sin representante | Sin representante |
| 1971 | Sin representante                   | Sin representante | Sin representante |
| 1972 | Ruth Eugenia Romero Ramírez         | No clasificó      |                   |
| 1973 | Rosa América García                 | No clasificó      |                   |
| 1974 | Ana Carlota Araujo                  | No clasificó      |                   |
| 1975 | Carmen Elena Figueroa               | Top 12            |                   |
| 1976 | Mireya Carolina Calderón Tovar      | No clasificó      |                   |
| 1977 | Altagracia Arévalo                  | No clasificó      |                   |
| 1978 | Iris Ivette Mazorra Castro          | No clasificó      |                   |
| 1979 | Ivette Margarita López Lagos        | No clasificó      |                   |
| 1980 | Sin representante                   | Sin representante | Sin representante |
| 1981 | Sin representante                   | Sin representante | Sin representante |
| 1982 | Jeannette Orietta Marroquín         | No clasificó      |                   |
| 1983 | Claudia Denisse Oliva Alberto       | No clasificó      |                   |
| 1984 | Ana Lorena Samayoa                  | No clasificó      |                   |
| 1985 | Julia Haydée Mora Alfaro            | No clasificó      |                   |
| 1986 | Vicky Elizabeth Cañas Álvarez       | No clasificó      |                   |
| 1987 | Virna Passelly Machuca              | No clasificó      |                   |
| 1988 | Ana Margarita Vaquerano Celarie     | No clasificó      |                   |
| 1989 | Lucía Beatriz López Rodríguez       | No clasificó      |                   |
| 1990 | Gracia María Guerra                 | No clasificó      |                   |
| 1991 | Rebeca Dávila Dada                  | No clasificó      |                   |
| 1992 | Melissa Salazar                     | No clasificó      |                   |
| 1993 | Kathy Méndez Cuéllar                | No clasificó      |                   |
| 1994 | Claudia Méndez Cuéllar              | No clasificó      |                   |
| 1995 | Eleonora Beatrice Carrillo Alamanni | Top 10            |                   |
| 1996 | Carmen Milena Mayorga               | Top 10            |                   |
| 1997 | Carmen Irene Carrillo Villanova     | No clasificó      |                   |
| 1998 | María Gabriela Jovel Munguía        | No clasificó      |                   |
| 1999 | Cinthya Carolina Cevallos Montoya   | No clasificó      |                   |
| 2000 | Alexandra María Rivas Cruz          | No clasificó      |                   |
| 2001 | Grace Marie Zabaneh Menéndez        | No clasificó      |                   |
| 2002 | Elisa Sandoval Rodríguez            | No clasificó      |                   |
| 2003 | Diana Renée Valdivieso Dubón        | No clasificó      |                   |
| 2004 | Silvia Gabriela Mejía Córdova       | No clasificó      |                   |
| 2005 | Irma Marina Dimas Pineda            | No clasificó      |                   |
| 2006 | Rebecca Iraheta                     | No clasificó      |                   |
| 2007 | Lissette Rodríguez Alfaro           | No clasificó      |                   |
| 2008 | Rebeca Moreno                       | No clasificó      | Miss Simpatía     |
| 2009 | Jacquelin Mayella Mena Mahomar      | No clasificó      |                   |
| 2010 | Sonia Yesenia Cruz Ayala            | No clasificó      |                   |
| 2011 | Mayra Graciela Aldana Najarro       | No clasificó      |                   |
| 2012 | Ana Yancy Clavel Espinoza           | No clasificó      |                   |
| 2013 | Alba Marisela Delgado Rubio         | No clasificó      |                   |
| 2014 | Claudia Patricia Murillo            | No clasificó      |                   |
| 2015 | Fátima Idubina Rivas Opico          | No clasificó      |                   |
| 2016 | Sin representante                   | Sin representante | Sin representante |
| 2017 | Alisson Abarca                      | No clasificó      |                   |
| 2018 | Marisela de Montecristo             | No clasificó      |                   |
| 2019 | Zuleika Soler                       | No clasificó      |                   |
| 2020 | Vanessa Velásquez                   | No clasificó      |                   |
| 2021 | Alejandra Gavidia                   | No clasificó      |                   |
| 2022 | Alejandra Guajardo                  | No clasificó      |                   |
| 2023 | Isabella García-Manzo               | Top 10            |                   |